# Марини Де Ливера
Марини Де Ливера — юристка и общественный деятель из Шри-Ланки, председатель Национального управления по защите детей (NCPA) в Шри-Ланке. В 2019 году Государственный департамент США наградил её Международной женской премией за отвагу.

## Карьера
Марини Де Ливера получила постдипломное образование в области прав человека, также имеет степень в области речи и драмы от лондонского Тринити-колледжа. Она известна своей помощью женщинам и детям, пострадавшим от преступной деятельности. Некоторое время работала инструктором по правам человека в армии Шри-Ланки.
В апреле 2017 года она была назначена президентом Шри-Ланки Майтрипалой Сирисеной новым председателем Национального управления по защите детей, сменив Наташу Балендран, уволившуюся с должности по личным причинам.
8 марта 2019 года государством США ей была вручена Международная женская награда за отвагу (награда, которая вручается женщинам за их выдающиеся достижения, которые часто остаются незамеченными, в Международный женский день) за решающий вклад в повышение уровня жизни женщин в Шри-Ланке.